# Quintus Sulpicius Longus
Quintus Sulpicius Longus est un homme politique de la République romaine, membre de la gens patricienne des Sulpicii, qui a occupé de hautes magistratures tout au long de la République romaine.
Son nom complet n'est mentionné qu'une seule fois dans les textes antiques, par Tite-Live ; dans les autres sources, seuls son praenomen et sa gens sont mentionnés.
En 390 av. J.-C., il est élu tribun militaire à pouvoir consulaire, avec cinq collègues, Quintus Fabius Ambustus et son frère Numerius Fabius Ambustus, Quintus Servilius Fidenas et Publius Cornelius Maluginensis,. 
Quintus Sulpicius Longus prend le commandement de l'armée réunie en hâte et comptant un bon nombre de soldats inexpérimentés, pour affronter les Gaulois Sénons menés par Brennos ; c'est la première fois que les Romains affrontent les Gaulois. La bataille de l'Allia le 18 juillet 390 est une lourde défaite pour l'armée romaine. Quintus Sulpicius Longus place ses réserves sur une hauteur avec pour mission de prendre l'armée ennemie à revers tandis que lui-même affronte l'ennemi au centre ; toutefois, le chef gaulois Brennos ne tombe pas dans le piège tendu et déjoue la tactique de Longus en lançant l'assaut non pas sur les troupes du tribun, mais directement en direction des réserves,. Les lignes romaines sont enfoncées dès le premier choc, et le combat se transforme en retraite généralisée et complètement désorganisée pour les Romains, qui sont massacrés ou meurent noyés dans l'Allia, emportés par le courant et le poids de leurs armes.
Comme la garde n'avait pas fermé les portes de Rome, les Gaulois envahissent la ville, sauf le Capitole où se retranchent les Romains n'ayant pas fui. Quintus Sulpicius Longus est aux côtés de Camille pour mener les négociations avec Brennos, après la capitulation des Romains ; il fait partie avec ses collègues tribuns consulaires de ceux qui proposent de quitter Rome pour s'installer à Véies, Camille, partisan de la reconstruction in situ, s'y opposant et finissant par convaincre le peuple romain.